# Rezidencije Savojske dinastije
Rezidencije Savojske dinastije su skupina građevina u Torinu i pokrajini Pijemont (sjeverna Italija) koji su 1997. godine upisani na UNESCO-ov popis mjesta svjetske baštine u Europi kao primjer "europske monumentalne arhitekture 17. i 18. stoljeća gdje građevine svojim stilom, dimenzijama i prostorom materijalno i opipljivo ilustriraju prevlast doktrine apsolutne monarhije".
God. 1562., Savojski vojvoda, Emmanuel-Philibert, je premjestivši svoju prijestolnicu u Torino započeo izgradnju serije građevina, koju su nastavili njegovi nasljednici, kako bi demonstrirao moć svoje vladajuće dinastije. Ovaj izvanredan kompleks građevina koji uključuje mnoge ljetnikovce i lovačke kuće, su dizajnirali i ukrasili vodeći arhitekti toga vremena, a svi su organizirani u ruralnom krajoliku, koji su smješteni radijalno od vladarskog središta, Kraljevske palače (Palazzo Reale) u Torinu.

## Popis lokaliteta
| Slika | Ime                                        | Lokacija      | Izgradnja      | Koordinate                                    | Bilješke |
| ----- | ------------------------------------------ | ------------- | -------------- | --------------------------------------------- | --- |
|       | Kraljevska palača u Torinu (Palazzo Reale) | Torino        | 1562. – 1663.  | 45°04′22″N 7°41′10″E / 45.0727°N 7.686°E      | Bivša biskupska palača, zbog strateškog položaja pretvorena u rezidenciju Savojskih vladara. Kraljevsku palaču obitelji Savoja je uvelike modernizirala Kristina Marija Francuska, vojvotkinja Savoje od 1637. – 1648. godine, a u 18. stoljeću arhitekt Filippo Juvarra. |
|       | Palazzo Madama                             | Torino        | 1643. – 1721.  | 45°02′29″N 7°24′39″E / 45.0415°N 7.4109°E     | Na njenom mjestu su nekada stajala rimska gradska vrata iz 1. stoljeća koja su kasnije pretvorena u utvrdu, a u 14. stoljeću u dvorac obitelji Savoy. Kristina Marija Francuska, vojvotkinja Savoje od 1637. – 1648. godine, odabrala ga je za svoju rezidenciju, a njena nasljednica Marija Ivana je ovlastila arhitekta Filippa Juvarra da je uredi u baroknom stilu, no radovi na njoj su obustavljeni 1721. godine. |
|       | Palazzo Carignano                          | Torino        | 1679.          | 45°02′27″N 7°24′40″E / 45.0408°N 7.4110°E     | Palača je dobila ime po prinčevima Carignana, a nalazi u središtu Torina (Via Accademia delle Scienze) i danas je Muzej Risorgimenta. Njeno slavno zaobljeno barokno pročelje izveo je slavni arhitekt Guarino Guarini. |
|       | Castello del Valentino                     | Torino        | 1630. – 1660ih | 45°01′53″N 7°24′39″E / 45.0315°N 7.41079°E    | Srednjovjekovni dvorac je u baroknom stilu dala obnoviti vojvotkinja Kristina Marija u 17. stoljeću, a 1860ih je obnovljen u Fakultet strojarstva, da bi danas bio središnja zgrada Arhitektonskog i politehničkog fakulteta u Torinu. |
|       | Villa della Regina                         | Torino        | 18. stoljeće   |                                               | Ascanio Vitozzi je dizajnirao palaču malo izvan Torina 1615. godine, a 1637. je postala kraljevskom rezidencijom kardinala Mauricea Savojskog i to je bila do 1684. godine kada je pripala kraljici Sicilije Ana-Mariji Orleanskoj. |
|       | Palazzina di Stupinigi                     | Stupinigi     | 1729.          | 44°35′39″N 7°21′41″E / 44.5942°N 7.3614°E     | Kraljevski dvorac iz 15. stoljeća je u 18. stoljeću Filippo Juvarra pretvorio u kraljevsku lovačku ložu za kralja Sardinije Viktora Amadeusa II. Palača i park su prošireni za vladavine Karla Emanuela III., te je naposljetku imao 137 prostorija i 17 galerija na 31,050 m². |
|       | Reggia di Venaria Reale                    | Venaria Reale | 1675.          | 45°08′10″N 7°37′35″E / 45.1362°N 7.62644°E    | Ovo je jedna od najvećih palača na svijetu, izgrađena za vojvodu Karla Emanuela II. kao polazno mjesto za njegove lovačke ekspedicije u torinska brda. Njeno ime "Venatio Regia" na latinskom znači "Kraljevsko lovište". |
|       | Castello della Mandria                     | Venaria Reale | 1708. – 1720ih | 45°04′51″N 7°22′23″E / 45.0807°N 7.3731°E     | Dvorac u selu Mandria izgradio je Filippo Juvarra, a postao je kraljevskom rezidencijom 1863. god. za vladavine Viktora Emanuela II., kralja Italije, koji ga širi na 35.000 m² s tri unutarnja dvorišta veličine oko 100 m. |
|       | Castello di Rivoli                         | Rivoli        | 1706.          | 45°02′28″N 7°18′25″E / 45.0412°N 7.307°E      | Barokna građevina izgrađena na mjestu dvorca iz 9. ili 10. stoljeća koje je pretvoreno u rezidenciju dinastije Savoy u 11. stoljeću, te mjesto Savojskog seoskog vijeća u 12. stoljeću. Nedovršeno djelo Fillipa Juvara za Viktora Amadeusa II. kojeg je nakon abdikacije, 1731. godine, ovdje zatočio njegov sin, Karlo Emanuel III., te je tu i preminuo 1732. godine. Danas je u njemu Muzej moderne umjetnosti u Torinu. |
|       | Castello di Agliè                          | Agliè         | 17. stoljeće   | 45°13′N 7°28′E / 45.22°N 7.46°E               | Dvorac iz 12. stoljeća koji je u 17. stoljeću pretvoren u raskošnu baroknu rezidenciju vojvode Fillipa d'Aglièa, koju su uništili Francuzi 1706. godine. God. 1765. otkupio ju je Karlo Emanuel III. Savojski za svog sina Benedetta Savojskog koji je 1770ih radikalno uredio prema planovima arhitekta Biragija di Bòrgara. Od tada je bila ljetnom rezidencijom kraljeva Sardinije. Palača je okružena engleskim i talijanskim parkom, ima monumentalno pročelje s fontanom i dva stubišta, a iznutra ima 300 prostorija.                                                                           |
|       | Castello di Moncalieri                     | Moncalieri    | 17. stoljeće   | 45°00′03″N 7°24′41″E / 45.0008°N 7.41125°E    | Dvorac iz 12. stoljeća, izgrađen na strateškom položaju južnog prilaza Torinu, je u 17. stoljeću Yolanda od Valoisa, žena vojvode Amadeusa IX. Savojskog, pretvorila u ljetnikovac. Arhitekt Carlo di Castellamonte je znatno proširio njegovu vanjštinu, a prema njegovim planovima lokalni umjetnici su ukrasili njegovu unutrašnjost. Od tada ga intenzivno koristila obitelj Savoy do 1798. godine kada ga okupiraju Francuzi do 1814. godine. Viktor Emanuel II. ju je više volio od Kraljevske palače u Torinu.                                                                                  |
|       | Castello di Racconigi                      | Racconigi     | 18. stoljeće   | 44°27′40″N 7°24′12″E / 44.46098°N 7.40335°E   | Guarino Guarini je koncem 17. stoljeća od utvrde iz 11. stoljeća načinio raskošnu rezidenciju za Emanuela Filiberta, vojvodu Carignana. Arhitekt je iznad dvorca oko četvrtastog dvorišta podigao središnju građevinu s krovom u obliku pagode, a dva sjeverna tornja je zamijenio paviljonima s kupolama i mramornim lanternama na kutovima. Ludovico Luigi Vittorio od Carignana je koncem 18. stoljeća ju je dao proširiti i bogato ukrasiti iznutra, ali i dao izgraditi raskošni francuski park koji je uredio francuski arhitekt krajolika André Le Notre, slavan po parkovima Versajske palače. |
|       | Pollenzo Estate                            | Pollenzo      | 19. stoljeće   | 44°41′05″N 7°53′45″E / 44.684739°N 7.895866°E | Patricij Visconti Antonio Porro je 1386. godine dao izgraditi dvorac na ruševinama starijeg dvorca koji je postao rezidencijom Markiza Romagnana. U drugoj polovici 16. stoljeća obnovljen je u manirističkom stilu, a od 1832. – 47., Karlo Albert Savojski ga je uredio u duhu neo-gotike. |
|       | Castello di Govone                         | Govone        | 18. stoljeće   | 44°28′48″N 8°03′36″E / 44.480°N 8.060°E       | Srednjovjekovni dvorac je Karlo Feliks Savojski preuredio početkom 19. stoljeća prema svojim nacrtima u raskošnu ljetnu rezidemciju. Najznamenitije su njegovo monumentalno stubište, soba kineskih karti, dvorana za bal oslikana prizorima života Niobe i središnja velika dvorana oslikana iluzionističkim skulpturama. |
|       | Reggia di Valcasotto                       | Valcasotto    | 19. stoljeće   | 44°07′12″N 8°06′00″E / 44.120°N 8.10°E        | Razrušeni kartuzijanski samostan iz 11. stoljeća je 1837. godine pripao obitelji Savoy. Kralj Karlo Albert Savojski je uredio monaški dvor u ljetnu rezidenciju koju je njegov sin, Viktor Emanuel II. koristio kao lovačku ložu. Kralj Umberto I. ju je prodao privatniku, a od 2000. godine je Muzej pokrajine Piedmont. |

## Vanjske poveznice
- Residences of the Royal House of Savoy video (engl.)
- Regione Piemonte Web on line  Arhivirana inačica izvorne stranice od 26. travnja 2009. (Wayback Machine) (tal.)
- Fotografije  Arhivirana inačica izvorne stranice od 9. veljače 2012. (Wayback Machine)
- Otvorenje obnovljene palače Venaria Reale (engl.)